# Missicab
Missicab es una ranchería del municipio de Balancán ubicado en la subregión de los Ríos del estado mexicano de Tabasco.

## Geografía
La localidad se ubica a 10.1 kilómetros (en dirección noreste) de la localidad de Balancán de Domínguez, la cabecera y lugar más poblado del municipio. Se sitúa en las coordenadas geográficas 17°45′22″N 91°27′24″O / 17.756111, -91.456667, a una elevación de 18 metros sobre el nivel del mar.

## Demografía
Según el Conteo de Población y Vivienda 2020, efectuado por el Instituto Nacional de Estadística y Geografía, la localidad de Missicab tiene 171 habitantes, de los cuales 82 son del sexo masculino y 89 del sexo femenino. Su tasa de fecundidad es de 3.2 hijos por mujer y tiene 46 viviendas particulares habitadas.
| Gráfica de evolución demográfica de Missicab entre 1900 y 2020 |
|                                                                |
| INEGI.                                                         |